# 1993年バスケットボール男子欧州選手権
1993年バスケットボール男子欧州選手権（1993 European Basketball Championship）は、ドイツで開催されたバスケットボール欧州選手権男子大会。通称「ユーロバスケット1993」。
16カ国が本大会に出場。開催国ドイツが初優勝を飾り、ロシア・クロアチア・ギリシャ・スペインとともに1994年世界選手権出場権を獲得した。

## 最終結果
| 順位 | 国                       |
| ---- | ------------------------ |
| 1    | ドイツ                   |
| 2    | ロシア                   |
| 3    | クロアチア               |
| 4    | ギリシャ                 |
| 5    | スペイン                 |
| 6    | エストニア               |
| 7    | フランス                 |
| 8    | ボスニア・ヘルツェゴビナ |
| 9    | イタリア                 |
| 10   | ラトビア                 |
| 11   | トルコ                   |
| 12   | ベルギー                 |
| 13   | スウェーデン             |
| 14   | ブルガリア               |
| 15   | イスラエル               |
| 16   | スロベニア               |